# Enrique Macaraeg
Enrique de Vera Macaraeg (ur. 28 grudnia 1955 w Manili, zm. 23 października 2023 w Malasaqui) – filipiński duchowny katolicki, biskup Tarlac w latach 2016–2023.

## Życiorys

### Prezbiterat
Święcenia kapłańskie otrzymał 19 maja 1979 i został włączony do duchowieństwa archidiecezji Lingayen-Dagupan. Był m.in. dziekanem w kilku filipińskich seminariach, dyrektorem szkół katolickich oraz proboszczem w Malasiqui.

### Episkopat
31 marca 2016 został mianowany biskupem ordynariuszem diecezji Tarlac. Sakry biskupiej udzielił mu 24 maja 2016 metropolita Lingayen-Dagupan - arcybiskup Socrates Villegas.